# 京都府道403号亀岡停車場線
京都府道403号亀岡停車場線（きょうとふどう403ごう かめおかていしゃじょうせん）は、京都府亀岡市を通る一般府道である。

## 概要
亀岡市追分町から亀岡市安町に至る。
亀岡市の中心部を走る。

### 路線データ
- 起点：亀岡市追分町（JR西日本山陰本線 亀岡駅前、京都府道404号亀岡停車場追分線・亀岡市道亀岡停車場三宅線起点、亀岡市道並河亀岡停車場線終点）
- 終点：亀岡市安町（加塚交差点、国道9号交点、国道372号起点、国道423号終点）

## 歴史
- 1954年（昭和29年）1月20日 - 建設省（現・国土交通省）が主要地方道池田亀岡線を指定。大阪府池田市西本町で二級国道176号福知山大阪線で分岐し、豊能郡東能勢村（現・豊能町）を経て京都府南桑田郡亀岡町（現・亀岡市）安町で一級国道9号（現・京都府道402号王子並河線）に接続する主要地方道として制定された。
- 1955年（昭和30年）10月18日 - 京都府が主要地方道14号池田亀岡線を認定。
- 1959年（昭和34年）12月18日 - 京都府が一般府道115号亀岡停車場線（亀岡停車場 - 亀岡市安町）を認定。
- 1981年（昭和56年）4月30日 - 主要地方道池田亀岡線の大部分が一般国道423号へ昇格。
- 1983年（昭和58年）2月1日 - 本路線の終点を安町交差点から加塚交差点に変更し、主要地方道池田亀岡線の一部（加塚 - 安町）を編入。
- 1994年（平成6年）4月1日 - 府道番号を115から403へ変更。

## 地理

### 通過する自治体
- 亀岡市

### 交差する道路
| 交差する道路 | 交差する場所 | 交差する場所      |
| --- | ------------ | ----------------- |
| 京都府道404号亀岡停車場追分線 亀岡市道亀岡停車場三宅線 / クニッテルフェルト通り 亀岡市道並河亀岡停車場線 / クニッテルフェルト通り | 追分町       | 起点              |
| 大阪府道・京都府道6号枚方亀岡線 大阪府道・京都府道43号豊中亀岡線 京都府道402号王子並河線                                          | 安町         |                   |
| 国道9号 / 山陰道 国道372号 / 摂丹街道 国道423号                                                                                   | 安町         | 加塚交差点 / 終点 |

### 沿線
- JR西日本山陰本線 亀岡駅
- 亀岡郵便局
- 京都中央信用金庫 亀岡支店
- 西友 亀岡店
- 料理旅館保津川観光ホテル楽々荘
- 京都銀行 亀岡支店
- NTT西日本 京都支店亀岡別館
- 亀岡市役所
- 亀岡市休日急病診療所
- 亀岡簡易裁判所
- 亀岡市立城西小学校
- 道の駅ガレリアかめおか（終点付近）